# Caleb Wiley
Caleb Ryan Wiley (* 22. Dezember 2004 in Atlanta, Georgia) ist ein US-amerikanischer Fußballspieler.

## Karriere

### Verein
In seiner Jugend wechselte Wiley 2016 von den DDYSC Wolves in die Akademie von Atlanta United. Ab Juli 2020 debütierte er für Atlanta United 2 in der USL Championship. Zur Saison 2022 rückte er in den Kader der MLS-Mannschaft auf. Bei seinem Debüt am 1. Spieltag bei einem 3:1-Sieg über Sporting Kansas City wurde er in der 75. Minute für Josef Martínez eingewechselt und erzielte in der 89. Minute mit dem Treffer zum 3:1-Endstand sein erstes Tor. Nachdem er ab April des Jahres wegen ein paar Verletzungen ausgefallen war, kam er ab Juni durchgehend in fast jedem Spiel zu Spielminuten.
Im Juli 2024 wechselte er zum FC Chelsea und unterschrieb dort einen Vertrag bis 2030, wurde jedoch direkt an Racing Straßburg verliehen. Dort warfen ihn Knie- und Schulterverletzungen immer wieder zurück, so dass er lediglich auf sechs Einsätze in der Ligue 1 kam. Im Februar 2025 wurde die Leihe vorzeitig beendet und er schloss sich bis zum Saisonende dem englischen Zweitligisten FC Watford an. Für die Hornets absolvierte er zehn Ligaspiele, davon acht in der Startelf.

### Nationalmannschaft
Nach Einsätzen in Freundschaftsspielen der US-amerikanischen U17 im Februar 2020 kam Wiley ab November 2021 auch bei der U20 zum Einsatz, bei der er später auch zum Kader bei der Weltmeisterschaft 2023 gehörte. Seit Oktober 2023 ist er auch in der U23 aktiv.
Sein Debüt für die A-Nationalmannschaft hatte er am 19. April 2023, als er bei einem Freundschaftsspiel gegen Mexiko in der 90. Minute für Sergiño Dest eingewechselt wurde.